# جويري باردو
جويري باردو هو لاعب كرة قدم بلجيكي في مركز الوسط، ولد في 12 أكتوبر 1977. لعب مع سيركل بروج.